# 城厢街道 (莱阳市)
城厢街道，是中华人民共和国山東省烟台市莱阳市下辖的一个乡镇级行政单位。

## 行政区划
城厢街道下辖以下地区：
梨园社区、富水社区、盛隆社区、悦望社区、公园社区、金山社区、宝山社区、鸿达社区、西石硼村、吴家庄村、东柳行村、西柳行村、东林格庄村、西林格庄村、姚格庄村、七里地沟村、水沐头村、青山后村、岔道口村、城南村、儒林村、太平村、市中村、北关村、南关村、东关村、西关村、西至泊村、枣行村、吴格庄村、宫家菜园村、辛格庄村、鱼池头村、北庄子村、东亭山村、西亭山村、东马山村、和平村、盖家疃村、北郝格庄村、东赵疃村、四真庄村和留衣庄村。

## 人口
2010年中国第六次人口普查时，城厢街道共有人口172357人。共有家庭57190户，平均每户2.69人。14岁以下的少年儿童共22813人，占总人口13.23%；15-64岁人口共136145人，占总人口78.99%；65岁及以上的老年人共13399人，占总人口的7.773%。男性共计86703人，占总人口50.30%；女性共计85654，占总人口49.69%。本地居住的人口中，拥有本地户籍的人口为121350人，占70.40%。